# Baden-Württemberg
Baden-Württemberg er en af Tysklands 16 delstater. Den ligger i det sydvestlige Tyskland og grænser op til Schweiz mod syd, Frankrig mod vest, Rheinland-Pfalz og Hessen mod nord og Bayern mod nord og øst.
Baden-Württemberg har 11.245.898 indbyggere (31.12.2024) og dækker 35.750 km² og er den tredjestørste af de 16 delstater i befolkning og areal. Hovedstaden er Stuttgart. Andre vigtige byer er Mannheim, Karlsruhe, Freiburg, Heidelberg, Heilbronn, Ulm, Pforzheim, Ludwigsburg, Esslingen og Reutlingen.
Baden-Württemberg er en parlamentarisk republik, hvor den lovgivende magt udøves af Baden-Württembergs landdag, der vælges ved delstastsvalg. Den udøvende magt ligger hos Baden-Württembergs regering, der ledes af Baden-Württembergs ministerpræsident. Ministerpræsident er Winfried Kretschmann fra partiet Die Grünen. Han leder en koalitionsregering mellem Die Grünen og det socialdemokratiske SPD. Kretschmann er den første ministerpræsident (delstatspræsident) fra Die Grünen. Hans regering tiltrådte efter delstatsvalget i 2011.
Baden-Württemberg blev dannet den 25. april 1952 ved sammenlægning af delstaterne (Länder) Baden, Württemberg-Baden og Württemberg-Hohenzollern.

## Ministerpræsidenter
- 1952 – 1953: Reinhold Maier (FDP/DVP)
- 1953 – 1958: Gebhard Müller (CDU)
- 1958 – 1966: Kurt Georg Kiesinger (CDU)
- 1966 – 1978: Hans Karl Filbinger (CDU)
- 1978 – 1991: Lothar Späth (CDU)
- 1991 – 2005: Erwin Teufel (CDU)
- 2005 – 2010: Günther Oettinger (CDU)
- 2010 – 2011: Stefan Mappus (CDU)
- Siden 2011: Winfried Kretschmann (Grüne)

## Administrativ opdeling
Baden-Württemberg er siden 1. Januar 1973 opdelt i fire Regierungsbezirke, tolv Regioner (med et Regionalverband), 35 Landkreise og ni Stadtkreise (svarer til kreisfrie byer, men benævnes Stadtkreis i Baden-Würtemberg.

## Regierungsbezirke og Regionen
- Freiburg med Regionerne Hochrhein-Bodensee, Schwarzwald-Baar-Heuberg, Südlicher Oberrhein
- Karlsruhe med Regionerne Mittlerer Oberrhein, Nordschwarzwald, Rhein-Neckar
- Stuttgart med Regionerne Heilbronn-Franken, Ostwürttemberg, Stuttgart
- Tübingen med Regionerne Bodensee-Oberschwaben, Donau-Iller, Neckar-Alb

Regionen Donau-Iller omfatter også et grænseområde i Bayern. Regionen Rhein-Neckar omfatter også grænseområder i Hessen und Rheinland-Pfalz.

## Byer og Landkreise
| UL  | Alb-Donau-Kreis          |
| BC  | Biberach                 |
| BB  | Böblingen                |
| FN  | Bodenseekreis            |
| FR  | Breisgau-Hochschwarzwald |
| CW  | Calw                     |
| EM  | Emmendingen              |
| PF  | Enzkreis                 |
| ES  | Esslingen                |
| FDS | Freudenstadt             |
| GP  | Göppingen                |
| HDH | Heidenheim               |
| HN  | Heilbronn                |
| KÜN | Hohenlohekreis           |
| KA  | Karlsruhe                |
| KN  | Konstanz                 |
| LÖ  | Lörrach                  |
| LB  | Ludwigsburg              |

| TBB | Main-Tauber-Kreis      |
| MOS | Neckar-Odenwald-Kreis  |
| OG  | Ortenaukreis           |
| AA  | Ostalbkreis            |
| RA  | Rastatt                |
| RV  | Ravensburg             |
| WN  | Rems-Murr-Kreis        |
| RT  | Reutlingen             |
| HD  | Rhein-Neckar-Kreis     |
| RW  | Rottweil               |
| SHA | Schwäbisch Hall        |
| VS  | Schwarzwald-Baar-Kreis |
| SIG | Sigmaringen            |
| TÜ  | Tübingen               |
| TUT | Tuttlingen             |
| WT  | Waldshut               |
| BL  | Zollernalbkreis        |

| UL  | Alb-Donau-Kreis          |
| BC  | Biberach                 |
| BB  | Böblingen                |
| FN  | Bodenseekreis            |
| FR  | Breisgau-Hochschwarzwald |
| CW  | Calw                     |
| EM  | Emmendingen              |
| PF  | Enzkreis                 |
| ES  | Esslingen                |
| FDS | Freudenstadt             |
| GP  | Göppingen                |
| HDH | Heidenheim               |
| HN  | Heilbronn                |
| KÜN | Hohenlohekreis           |
| KA  | Karlsruhe                |
| KN  | Konstanz                 |
| LÖ  | Lörrach                  |
| LB  | Ludwigsburg              |

| TBB | Main-Tauber-Kreis      |
| MOS | Neckar-Odenwald-Kreis  |
| OG  | Ortenaukreis           |
| AA  | Ostalbkreis            |
| RA  | Rastatt                |
| RV  | Ravensburg             |
| WN  | Rems-Murr-Kreis        |
| RT  | Reutlingen             |
| HD  | Rhein-Neckar-Kreis     |
| RW  | Rottweil               |
| SHA | Schwäbisch Hall        |
| VS  | Schwarzwald-Baar-Kreis |
| SIG | Sigmaringen            |
| TÜ  | Tübingen               |
| TUT | Tuttlingen             |
| WT  | Waldshut               |
| BL  | Zollernalbkreis        |

Til Landkreis Konstanz hører også eksklaven Büsingen am Hochrhein (BÜS), som ligger i nærheden af Schaffhausen og er omsluttet af Schweizisk område.
Landkreisene har siden 1956 været sammensluttet i Landkreistag Baden-Württemberg

## Kommuner
Delstaten Baden-Württemberg har i alt 1101 kommuner.